# 安东尼奥·费尔南德斯-拉尼亚达
安东尼奥·费尔南德斯-拉尼亚达·梅嫩德斯·德卢阿尔卡（西班牙語：Antonio Fernández-Rañada Menéndez de Luarca，1939年12月1日—2022年5月19日），西班牙物理学家。

## 生平
1939年12月1日生于巴斯克地区毕尔巴鄂，童年在奥维耶多度过。1956年考入马德里大学工程学专业，后转入物理学专业。1965年获巴黎大学博士学位。1967年获马德里康普顿斯大学博士学位，此后在巴塞罗那大学、马德里康普顿斯大学任教。1972年，任萨拉戈萨大学教授。1984年曾参选马德里康普顿斯大学校长，但最终落选。他还曾任阿斯图里亚斯亲王奖科技研究奖评审委员会成员。2005年至2010年，担任西班牙皇家物理学会主席。2022年5月19日在马德里逝世。

## 荣誉
- 西班牙皇家物理学会奖章（1985年）
- 首届霍维利亚诺斯国际散文奖（1994年）
- 阿斯图里亚斯亲王银质奖章（1999年）[6]

## 出版物
- 《基础物理学》
- 《科学的多种面孔》（1995年）
- 《科学家与上帝》（2008年）